# مارغريت كينيدي
مارغريت كينيدي (بالإنجليزية: Margaret Kennedy)‏ (و. 1896 – 1967 م) هي كاتبة سيناريو، وكاتِبة، وكاتبة مسرحية، من المملكة المتحدة، ولدت في لندن، توفيت في المملكة المتحدة، عن عمر يناهز 71 عاماً.

## التعليم
تعلمت في كلية سومرفيل ‏.

## جوائز
حصلت على جوائز منها:
- الجائزة التذكارية لجيمس تايت بلاك [الإنجليزية]‏.

## وصلات خارجية
- مارغريت كينيدي على موقع IMDb (الإنجليزية)
- مارغريت كينيدي على موقع ألو سيني (الفرنسية)
- مارغريت كينيدي على موقع ميوزك برينز (الإنجليزية)
- مارغريت كينيدي على موقع أول موفي (الإنجليزية)
- مارغريت كينيدي على موقع قاعدة بيانات برودواي على الإنترنت (الإنجليزية)
- مارغريت كينيدي على موقع قاعدة بيانات الأفلام السويدية (السويدية)
- مارغريت كينيدي على موقع قاعدة بيانات الفيلم (الإنجليزية)
- مارغريت كينيدي على موقع كينوبويسك (الروسية)